# Koço Tashko
Koço Tashko, właśc. Kostandin Athanas Tashko (ur. 14 lipca 1899 w Fajum, zm. 30 kwietnia 1984 we wsi Adriatik k. Laçu) – albański działacz komunistyczny i dyplomata. Syn kupca i działacza narodowego Athanasa Tashko, starszy brat Tefty Tashko.

## Życiorys
Urodził się w Egipcie jako syn działacza narodowego Athanasa Tashko (1863-1915) i Eleni z d. Zografi. W latach 1911–1915 uczęszczał do szkoły protestanckiej. W 1915 przeniósł się do Stanów Zjednoczonych i zamieszkał w Tiffin, gdzie uczęszczał do Heidelberg College. Po uzyskaniu stypendium z Pan-Albańskiej Fundacji Vatra w latach 1918–1921 studiował na Uniwersytecie Harwardzkim. Studia ukończył uzyskaniem bakalaureatu. W 1921 nawiązał współpracę z Fanem Nolim, kiedy ten kierował resortem spraw zagranicznych i rozpoczął pracę w albańskiej dyplomacji. W latach 1922–1923 był wicekonsulem Albanii w Nowym Jorku, zaś w latach 1924–1925 konsulem. W tym czasie wydawał czasopisma dla diaspory albańskiej Idealisti i Emigranti.
W 1925 z inicjatywy Fana Noliego związał się z lewicową organizacją KONARE (Komitet Narodowo-Rewolucyjny), a w 1928 wziął udział w moskiewskiej konferencji KONARE wraz z Llazarem Fundo i Sejfullą Maleshovą. W latach 1930–1933 przeszedł szkolenie w jednej ze szkół Kominternu w Moskwie. W 1937 przyjechał do Albanii z zamiarem tworzenia organizacji komunistycznej. W tym czasie prowadził rozmowy z działaczami komunistycznymi ze Szkodry, Tirany i z Korczy. W Korczy poznał Envera Hodżę, wówczas nauczyciela miejscowego liceum.
W listopadzie 1941 uczestniczył w konferencji w Tiranie, na której powołano do życia Komunistyczną Partię Albanii. W gronie założycieli partii należał do najstarszych i najbardziej doświadczonych, ale nie odegrał większej roli w tworzeniu struktur partyjnych. W 1943 został sekretarzem Rady Naczelnej Ruchu Narodowowyzwoleńczego. W konspiracji używał pseudonimu Dine.
Przeciwnik bliskiej współpracy z Jugosławią, w latach 1946–1947 pełnił funkcję ambasadora Albanii w ZSRR. W latach 1947–1953 był wiceministrem spraw zagranicznych, a w latach 1954–1955 ambasadorem Albanii w Bułgarii. W 1955 powrócił do kraju i został przewodniczącym Komisji Kontroli Partyjnej przy Komitecie Centralnym Albańskiej Partii Pracy oraz deputowanym do parlamentu (mandat utracił 26 października 1960). Po zerwaniu stosunków albańsko-radzieckich w 1961 odsunięty od władzy i internowany we wsi Çorrush k. Mallakastry. Aresztowany 25 czerwca 1969. W latach 1969–1978 więziony w Burrelu, gdzie był jednym z najstarszych więźniów. Ostatnie lata życia spędził internowany we wsi Adriatik k. Laçu.
Był żonaty (żona Pavlina), miał córkę. W 2016 ukazała się biografia Koço Tashko, pióra Ervina Levina.